# Galina Sevruk
Galina Sevruk (čitaj: Halina Sevruk); (ukr. Галина Сильвестрівна Севрук); (Uzbekistan, Samarqand, 18. svibnja 1929.); je ukrajinska umjetnica, kiparica, aktivistica za zaštitu ljudskih prava u Sovjetskom Savezu i disidentica u Sovjetskoj Ukrajini. Galina se 1939. preselila u Ukrajinu te je na poseban način kroz svoja umjetnička djela promicala ideju slobode naroda i ljudskih prava u Sovjetskom Savezu zbog čega je bila protjerivana od strane sovjetskih vlasti.  

## Vanjske poveznice
- Artist Halyna Sevruk and continuity of tradition (eng.)
- У Софійському соборі відкривається виставка однієї з найвідоміших художниць — шістдесятниці Галини Севрук (ukr.)